# Christopher Kriesa
Christopher Kriesa (Appleton, 14 maggio 1947) è un attore statunitense.

## Biografia
Nato in Wisconsin, Kriesa ha studiato dapprima psicologia e biologia marina, ha lavorato inizialmente come venditore di forniture elettriche, poi ha girato molti paesi del mondo come turista, ed ad Hong Kong gli è capitato di lavorare casualmente in un film della Shaw Brothers; una volta tornato negli Stati Uniti si è dedicato a tempo pieno alla recitazione.

### Carriera
Ha lavorato in oltre 170 film, spesso in ruoli di supporto o piccoli camei; ha interpretato il piccolo ruolo del pilota Kevin nel film Cast Away accanto a Tom Hanks; da segnalare il suo ruolo da protagonista nel film horror tedesco House of Blood del 2006; inoltre ha lavorato in tantissime serie tv e sceneggiati televisivi statunitensi.

## Filmografia parziale

### Cinema
- Per vincere domani - The Karate Kid (The Karate Kid), regia di John G. Avildsen (1984)
- Priorità assoluta (Eve of Destruction), regia di Duncan Gibbins (1991)
- Codice marziale 3 - Missione giustizia (Martial Law III: Mission of Justice), regia di Steve Barnett (1992)
- Bounty Tracker - Poliziotto a Los Angeles (Bounty Tracker), regia di Kurt Anderson (1993)
- Scanner Cop, regia di Pierre David (1994)
- Voodoo, regia di René Eram (1995)
- Omicidio a New Orleans (Heaven's Prisoners), regia di Phil Joanou (1996)
- The Dentist, regia di Brian Yuzna (1996)
- Fuga dalla Casa Bianca (My Fellow Americans), regia di Peter Segal (1996)
- Hellraiser 5: Inferno (Hellraiser: Inferno), regia di Scott Derrickson (2000)
- Cast Away, regia di Robert Zemeckis (2000)
- L'uomo che non c'era (The Man Who Wasn't There), regia di Joel ed Ethan Coen (2001)
- House of Blood (Chain Reaction), regia di Olaf Ittenbach (2006)
- Four Senses, regia di Ruediger Von Spies (2013)
- Blonde, regia di Andrew Dominik (2022)

### Televisione
- La diga della paura (Killer Flood: The Day the Dam Broke), regia di Doug Campbell – film TV (2003)
- Ragazze di zucchero (Sugar Daddies), regia di Doug Campbell – film TV (2014)

## Doppiatori italiani
Nelle versioni in italiano delle opere in cui ha recitato, Christopher Kriesa è stato doppiato da:
- Wladimiro Grana in Hellraiser 5: Inferno
- Sandro Pellegrini ne L'uomo che non c'era
- Sandro Iovino in Criminal Minds
- Ermanno Ribaudo in Ragazze di zucchero
- Antonio Paiola in Outer Range